# 年料別納租穀
年料別納租穀（ねんりょうべつのうそこく）とは、平安時代に各国の正倉に納められた田租を不動穀とは別に稲穀の形態で現地で保管して、中央において財政が不足した折に太政官符に基づいて位禄・季禄・衣服料として京官に支給したもの。遠国を中心として年料租舂米を負担しない国を中心に負担した（ただし、年料舂米と重複することでは、年料租舂米負担国と同様である）。
本来、京官の給与は庸調から支出されたが、庸調の未進が相次いだり、納付された物の品質の悪化などにより、財源に事欠くようになったために、代わりに本来は不動穀として備蓄する筈であった租の中から捻出しようとしたものである。また、平安時代に入ると都（平安京）の住人は貴族・庶民を問わず農業生産から切り離された都市生活者としての性格を強めるようになり、都における米の需要の増加への対応の側面も指摘されている。
延喜式において、25ヶ国が負担対象国であり、総計133,729斛を負担したことが記されている。平安京に勤務する貴族・官人でも原則として年料別納租穀を受ける場合には現地で支給を受けることになっていたが、延喜式には中国以上の国家からの位禄の輸送費用は官で負担する規定が存在していた。